# レリサ・デシサ
レリサ・デシサ（Lelisa Desisa Benti, 1990年1月14日 - ）は、エチオピアの陸上選手。専門は長距離走・マラソン・クロスカントリー。

## 経歴
元々トラックレースの10000mで活躍、五輪や世界陸上のエチオピア代表候補のレベルであったが代表になることができず2013年のドバイマラソンで初マラソンに挑戦。このレースで2時間4分45秒の記録を出し優勝、一躍世界トップレベルに名を連ねた。同年4月のボストンマラソンでは厳しい条件の下2時間10分22秒で優勝。2013年モスクワ世界陸上男子マラソンのエチオピア代表に選出された。
初の世界舞台となったモスクワ世界陸上では優勝候補としてレースに臨み、ロンドン五輪金メダリストのスティーブン・キプロティチには敗れたものの銀メダルを獲得した。
2014年、ニューヨークマラソン、2位。
2015年、ボストンマラソン、優勝。
2017年5月6日、イタリアのモンツァ・サーキットにて行われた、スポーツ用品ナイキ企画の「ブレーキング2」にエリウド・キプチョゲ・ゼルセナイ・タデッセと共に参加した。キプチョゲは非公認扱いながらも2時間00分25秒のマラソン世界最高記録を樹立した。